# Кауфман, Семён Аркадьевич
Семён Аркадьевич Кауфман (17 июля 1839 — 1918, Петроград) — российский военный врач, доктор медицины, контр-адмирал (1899).

## Биография
Родился в еврейской семье, самоучка, самостоятельно выучился грамоте. В 15-летнем возрасте служил юнгой на боевом корабле в Севастополе в ходе Крымской войны. Заочно сдал гимназический курс, через несколько лет за выдающиеся успехи в службе и в образовании был отправлен для поступления в Императорскую военно-медицинскую академию, после окончания которой служил врачом на кораблях Балтийского флота. Будучи кантонистом, крещён, окончил Морской кадетский корпус.
В 1861 имел чин действительный статский советник, жил в Санкт-Петербурге, всё также работал врачом на флоте. Продолжил научные занятия медициной за границей и по возвращении защитил диссертацию о действии сероводорода на организм, получил степень доктора медицины в 1864.
С 1866 служил помощником доктора при Общине сестёр милосердия княгини М. В. Барятинской, в 1872 принят на службу по морскому ведомству младшим врачом во флотский экипаж с оставлением на службе при Общине сестёр милосердия. С 1883 служит старшим врачом флотского экипажа, с 1893 старшим врачом Инвалидного дома императора Павла I, также занимался врачебной практикой в больницах города. Был видным деятелем еврейской общины Петербурга, много лет руководил Кладбищенским управлением, состоял членом Общества для распространения просвещения между евреями в России, в котором на протяжении 15 лет возглавлял Библиотечную комиссию. Признан потомственным дворянином в 1886 с внесением в третью часть родословной книги, как выслуженного по чину или ордену дворянства, а герб с «золотым туром, пронзённым червлёною стрелой» и золотым якорем в нашлемнике утверждён в 1906. Вышел в отставку в 1902 году в чине контр-адмирала. В начале XX века ему принадлежал доходный дом А. П. Ритинга. С 1912 являлся председателем комитета Общества охранения здоровья еврейского населения. Похоронен на Еврейском кладбище в семейной усыпальнице.

## Семья
- отец — лесной эксперт Морского министерства Аркадий Александрович Кауфман (1807 — 1893).
- жена — Роза Юлиевна Баумштейн (1858 — 1911).
- сын — Юлий Семёнович Кауфман (1884 — ?), дочь — Лидия Семёновна Яновская (1899 — ?).